# Porcelain (Matt Cardle)
Porcelain è il terzo album in studio del cantante inglese Matt Cardle, pubblicato nel 2013.

## Tracce
1. In Chains – 4:50 (Matt Cardle, Dan McDougall)
2. Loving You (featuring Melanie C) – 3:37 (Cardle, Jez Ashurst, Will Talbot, Jamie Scott, Melanie Chisholm)
3. When You Were My Girl – 2:58 (Cardle, Talbot, Scott, Smith, JC Chasez, Jimmy Harry)
4. Hit My Heart – 3:17 (Cardle, Ben Cullum, Talbot)
5. A Little Too Late – 3:37 (Cardle, Cullum, Talbot)
6. Not Over You – 4:10 (Cardle, Brian McKnight, Talbot)
7. Mouth to Mouth – 3:33 (Cardle, Connor Reeves)
8. Your Kind of Love – 3:37 (Cardle, Cullum)
9. This Trouble Is Ours – 3:41 (Cardle, Alex Reid)
10. Porcelain – 5:40 (Cardle, Reeves)